# Change (groupe)
Pour les articles homonymes, voir Change.
Change est un groupe italo-américain de post-disco, originaire de Bologne. Formé en 1979, le groupe est produit à l'origine par Jacques Fred Petrus, sur son label Little Macho Music, et les compositions et arrangements sont de Mauro Malavasi. Historiquement, il s'inscrit dans le développement de l'Italo disco.
En sommeil après 1987, le groupe est réactivé par Malavasi en 1990, sous le nom de X-Change, mais l'album prévu ne peut être publié. En 2018, Change se reforme.

## Histoire

### Origines (1979)
Le compositeur, multi-instrumentiste et arrangeur Mauro Malavasi et les musiciens également compositeurs et arrangeurs Paolo Gianolio (guitare) et Davide Romani (basse) participent au projet, tandis que l'homme d'affaires franco-italien Jacques Fred Petrus est engagé pour la production.

### Succès (1980–1982)
Le premier album, The Glow of Love, sort en 1980 entre Bologne et New York, avec les Américains Luther Vandross et Jocelyn Brown comme chanteurs (Vandross était encore presque inconnu du grand public, mais avait collaboré avec les plus grands artistes de l'époque). Ce disque, parmi les meilleurs du disco-funk, connait un grand succès mondial et c'est la première fois qu'une production disco/funk italienne est entrée dans le Billboard 200 des États-Unis, atteignant la 29e place et recevant ensuite un disque d'or. Le disque rappelle certains sons des compositeurs Bernard Edwards et Nile Rodgers (Chic et Sister Sledge), tout en étant totalement original et donc bien supérieur aux imitations d'Edwards et de Rodgers qui faisaient rage à l'époque. Les singles publiés sont A Lover's Holiday, qui se classe dans le Top 40 du Billboard Hot 100 cet été-là, Searching et le titre The Glow of Love, qui atteint la deuxième place en Italie. Le succès de The Glow of Love est tel que des années plus tard, en 2001, une partie du titre est samplée par Janet Jackson, qui en fait le spin musical sur lequel est basé le titre All for You, récompensé par le Grammy Award du meilleur morceau dance.
L'année suivante, le deuxième album, Miracles, sort et voit la collaboration des producteurs du premier travail, mais avec l'absence de Vandross, qui ne chante que quelques voix de fond, tandis que les chanteurs disco James « Crab » Robinson et Diva Grey, cette dernière étant une collaboratrice régulière de Chic, prêtent leurs voix pour la plupart des chansons. Miracles atteint la 46e place dans les charts américains. En 1982, c'est au tour du troisième album Sharing Your Love, qui marque une évolution du groupe du disco vers le RnB, avec une influence notable du funk. Cependant, ce projet marque également un déclin commercial notable pour le groupe, qui n'atteint que le Top 100 américain. Cependant, l'un des singles extraits de l'album, The Very Best in You, est bien accueilli dans les classements.

### Suites et séparation (1983–1986)
1983 voit la sortie de This Is Your Time, le quatrième effort studio du groupe, où le line-up des premiers jours est réintégré, mais malgré cela, il s'avère être un échec, conduisant Malavasi et Romani à abandonner le projet et à en poursuivre d'autres. Quelques mois après la sortie de l'album, « Crab » Robinson a également quitté Change pour tenter une carrière solo.
Le chanteur Rick Brennan et la choriste Deborah Cooper sont engagés pour le cinquième album, tandis que Petrus est rejoint par Jimmy Jam et Terry Lewis, figures importantes du RnB, pour la production. Le nouvel album, Change of Heart, sorti en 1984, marque le retour du groupe dans les classements européens et américains. La chanson titre atteint le 17e rang au Royaume-Uni et aux Pays-Bas, et de nombreux singles se classent en tête des palmarès de danse à travers le monde,.
Dans une tentative de répéter ce succès dans une plus large mesure, Change sort Turn on Your Radio en 1985, qui voit le retour de Davide Romani à l'écriture de chansons. L'album contient le single Let's Go Together, qui se classe à la 97e place aux États-Unis et à la 37e place au Royaume-Uni. Cependant, les ventes ont été médiocres. Deux ans plus tard, le producteur Petrus décède, tué par un inconnu pour des raisons encore inconnues, ce qui contraint le groupe, sans perspectives, à se séparer.

### Retour (depuis 2010)
Il faut attendre 2010 pour que Romani annonce le retour du groupe après avoir signé un contrat avec le label Fonte Records, suivi de la sortie d'un nouvel album, Change Your Mind. En 2018, le groupe sort l'album Love 4 Love.

## Discographie

### Albums studio
- 1980 : The Glow of Love
- 1981 : Miracles
- 1982 : Sharing Your Love
- 1983 : This Is Your Time
- 1984 : Change of Heart
- 1985 : Turn on Your Radio
- 2010 : Change Your Mind (album enregistré en 1990)
- 2013 : Love Songs Collection (compilation)
- 2018 : Love 4 Love

### Singles
- 1980 : A Lover's Holiday
- 1980 : Searching
- 1981 : Paradise
- 1981 : Hold tight
- 1982 : Keep On It
- 1982 : Ooh What A Night
- 1982 : Take You to Heave
- 1982 : The Very Best in You
- 1983 : Don't Wait Another Night
- 1983 : This is Your Time
- 1983 : Got to Get Up
- 1983 : Magical Night
- 1984 : Change of Heart
- 1984 : Say You Love Me Again
- 1984 : You Are My Melody
- 1985 : Examination
- 1985 : Let's Go Together
- 1985 : Oh What a Feeling
- 1985 : Mutual Attraction